# Micromus borealis
Micromus borealis är en insektsart som beskrevs av Jan Klimaszewski och Douglas Keith McEwan Kevan 1988. Micromus borealis ingår i släktet Micromus och familjen florsländor. Inga underarter finns listade i Catalogue of Life.